# Tukotuko mendozański
Tukotuko mendozański, tukotuko pampasowy, tukotuko piaskolubny, tukotuko mocny (Ctenomys mendocinus) – gatunek gryzonia z rodziny tukotukowatych (Ctenomyidae). Występuje w Ameryce Południowej, gdzie odgrywa ważną rolę ekologiczną. Siedliska tukotuko mendozańskiego położone są na terenach wschodnich stoków Andów między argentyńskimi prowincjami Santa Cruz i Mendoza. Międzynarodowa Unia Ochrony Przyrody (IUCN) wymienia ten gatunek w Czerwonej księdze gatunków zagrożonych jako gatunek najmniejszej troski i oznacza go akronimem LC.
Analizy z 2021 roku wykazały że Ctenomys porteousi (tukotuko pampasowy) i Ctenomys azarae (tukotuko piaskolubny) stanowią młodszy synonim Ctenomys mendocinus.